# Theridiidae
Theridiidae sau păienjenii de pânză reprezintă o familie numeroasă de păienjeni. Această familie cuprinde peste 2200 de specii, și mai mult de 200 de genuri  de păienjeni ce construiesc pânze tridimensionale, răspândiți în toată lumea. 

## Taxonomie
Următoarele genuri aparțin familiei Theridiidae. Clasificarea a fost făcută pe baza datelor morfologice și moleculare. 
- Argyrodinae

- Argyrodella Saaristo, 2006
- Argyrodes Simon, 1864
- Neospintharus Exline, 1950
- Ariamnes Thorell, 1869
- Deelemanella Yoshida, 2003
- Faiditus Keyserling, 1884
- Rhomphaea L. Koch, 1872
- Spheropistha Yaginuma, 1957

- Hadrotarsinae

- Anatea Berland, 1927
- Audifia Keyserling, 1884
- Dipoena Thorell, 1869
- Dipoenata Wunderlich, 1988
- Emertonella Bryant, 1945
- Euryopis Menge, 1868
- Eurypoena Wunderlich, 1992
- Gmogala Keyserling, 1890
- Guaraniella Baert, 1984
- Hadrotarsus Thorell, 1881
- Lasaeola Simon, 1881
- Phycosoma O. P.-Cambridge, 1879
- Yaginumena Yoshida, 2002
- Yoroa Baert, 1984

- Latrodectinae Petrunkevitch, 1928

- Crustulina Menge, 1868
- Latrodectus Walckenaer, 1805
- Steatoda Sundevall, 1833

- Pholcommatinae Simon, 1894

- Asygyna Agnarsson, 2006
- Carniella Thaler & Steinberger, 1988
- Cerocida Simon, 1894
- Craspedisia Simon, 1894
- Enoplognatha Pavesi, 1880
- Helvidia Thorell, 1890
- Pholcomma Thorell, 1869
- Phoroncidia Westwood, 1835
- Proboscidula Miller, 1970
- Robertus O. P.-Cambridge, 1879
- Selkirkiella Berland, 1924
- Styposis Simon, 1894
- Theonoe Simon, 1881
- Wirada Keyserling, 1886

- Sphintharinae

- Chrosiothes Simon, 1894

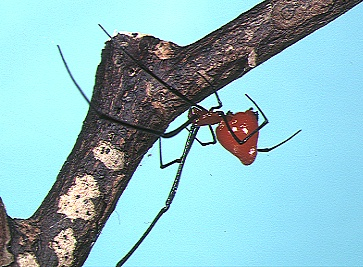
Argyrodes miniaceus
(subfamilia Argyrodinae)

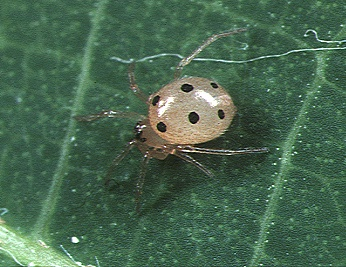
Dipoena martinae
(subfamilia Hadrotarsinae)

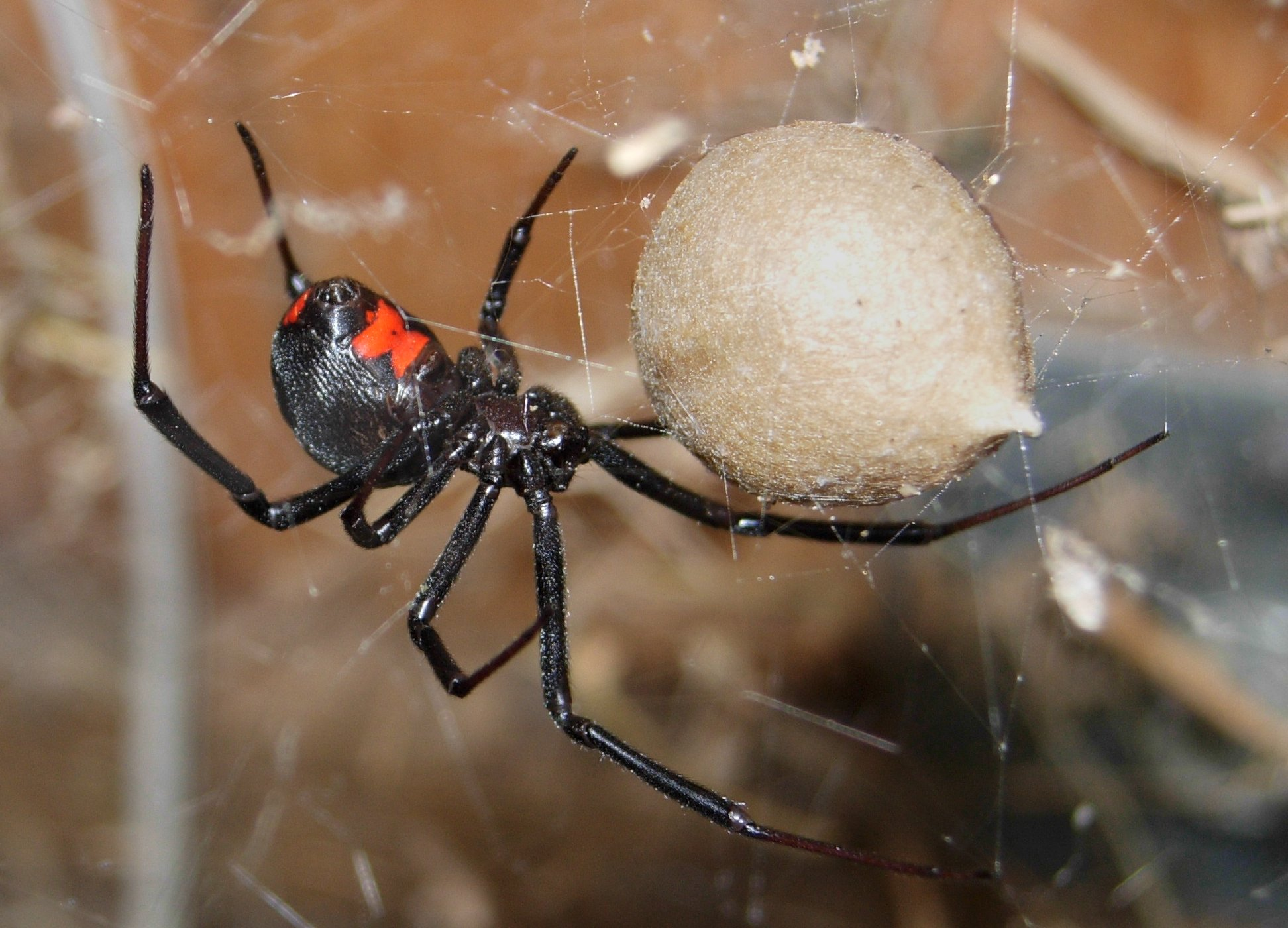
Latrodectus mactans, văduva neagră
(subfamilia Latrodectinae)

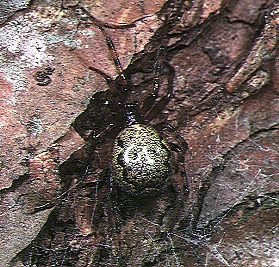
Enoplognatha abrupta
(subfamilia Pholcommatinae)

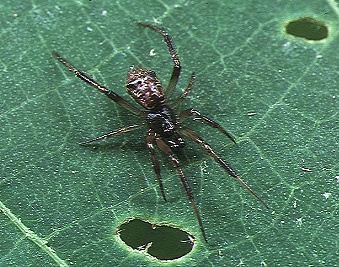
Epsinus nubilus
(subfamilia Spintharinae)

- Episinus Walckenaer, in Latreille, 1809
- Moneta O. P.-Cambridge, 1870
- Spintharus Hentz, 1850
- Thwaitesia O. P.-Cambridge, 1881
- Stemmops O. P.-Cambridge, 1894

- Theridiinae

- Achaearanea Strand, 1929
- Achaearyopa Barrion & Litsinger, 1995
- Ameridion Wunderlich, 1995
- Cabello Levi, 1964

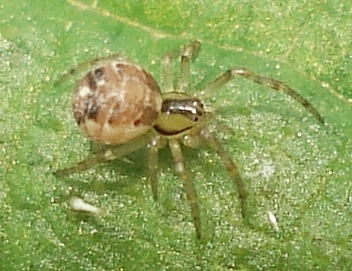
Theridion impressum
(subfamilia Theridiinae)

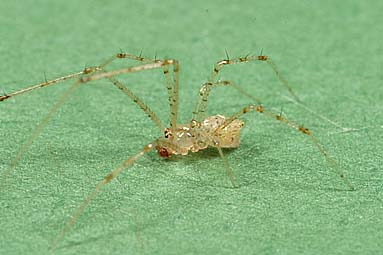
Chrysso pulcherrima
(subfamilia Theridiinae)

- Cephalobares O. P.-Cambridge, 1870
- Chrysso O. P.-Cambridge, 1882
- Coleosoma O. P.-Cambridge, 1882
- Cyllognatha L. Koch, 1872
- Dipoenura Simon, 1908
- Echinotheridion Levi, 1963
- Exalbidion Wunderlich, 1995
- Helvibis Keyserling, 1884
- Histagonia Simon, 1895
- Jamaitidion Wunderlich, 1995
- Keijia Yoshida, 2001
- Macaridion Wunderlich, 1992
- Molione Thorell, 1892
- Neottiura Menge, 1868
- Nesticodes Archer, 1950
- Nipponidion Yoshida, 2001
- Paratheridula Levi, 1957
- Propostira Simon, 1894
- Rugathodes Archer, 1950
- Sardinidion Wunderlich, 1995
- Simitidion Wunderlich, 1992
- Takayus Yoshida, 2001
- Tekellina Levi, 1957
- Theridion Walckenaer, 1805
- Theridula Emerton, 1882

- Thymoites Keyserling, 1884
- Tidarren Chamberlin & Ivie, 1934
- Wamba O. P.-Cambridge, 1896

- incertae sedis

- Anelosimus Simon, 1891

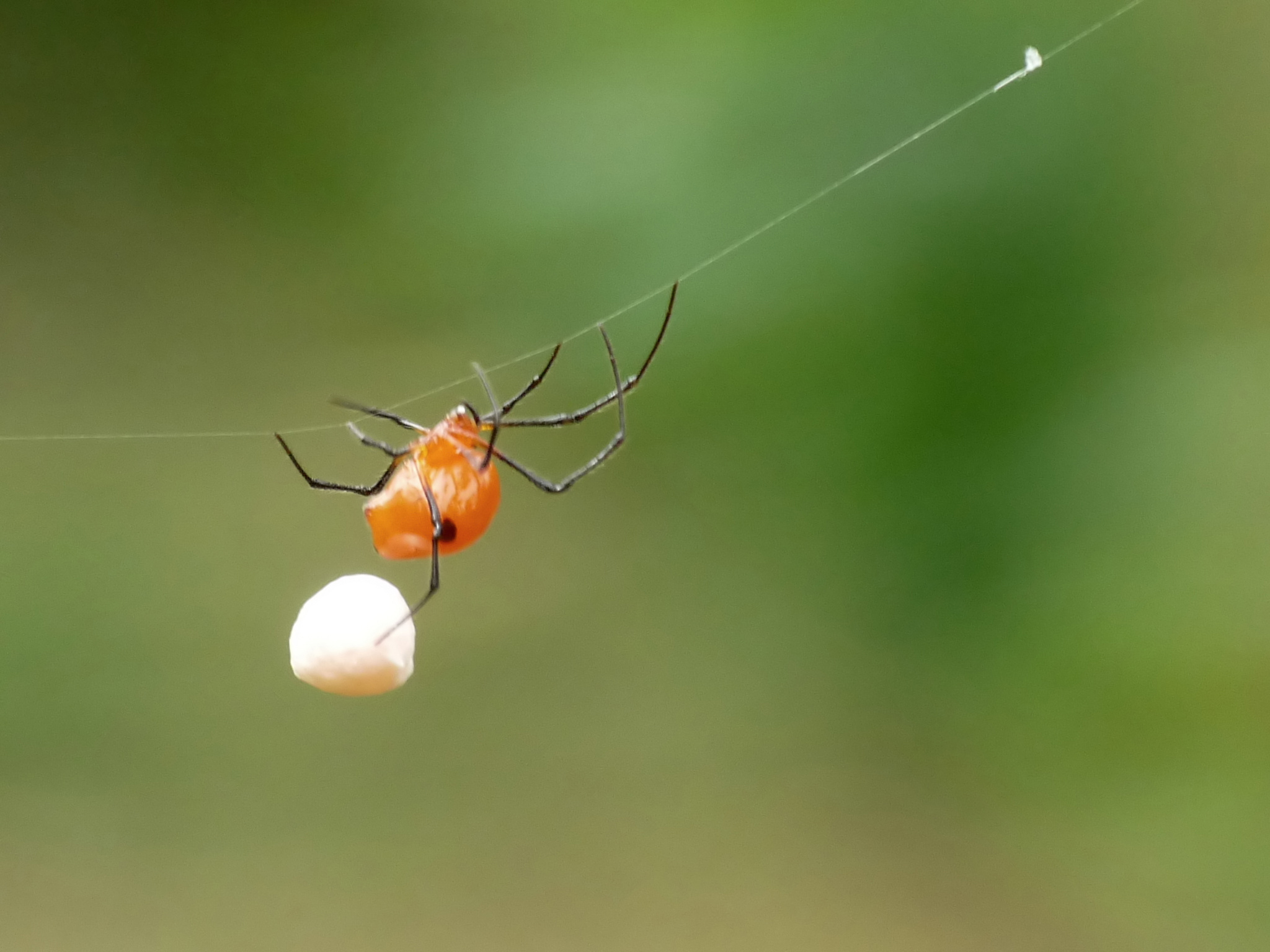
Theridula angula

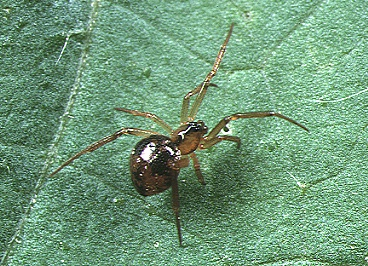
Coscinida japonica
(incertae sedis)

- Astodipoena Petrunkevitch, 1958 † (fosilă, eocen)
- Chorizopella Lawrence, 1947
- Clya Koch & Berendt, 1854 † (fosilă, eocen)
- Coscinida Simon, 1895
- Eodipoena Petrunkevitch, 1942 † (fosilă, eocen)
- Eoysmena Petrunkevitch, 1942 † (fosilă, eocen)
- Flegia Koch & Berendt, 1854 † (fosilă, eocen)
- Hetschkia Keyserling, 1886
- Icona Forster, 1955
- Kochiura Archer, 1950
- Landoppo Barrion & Litsinger, 1995
- Marianana Georgescu, 1989
- Mictodipoena Petrunkevitch, 1958 † (fosilă, eocen)
- Municeps Petrunkevitch, 1942 † (fosilă, eocen)
- Nactodipoena Petrunkevitch, 1942 † (fosilă, eocen)
- Paidiscura Archer, 1950
- Tomoxena Simon, 1895
- Zercidium Benoit, 1977